# Cmentarz ewangelicko-augsburski w Górze Kalwarii
Cmentarz ewangelicko-augsburski w Górze Kalwarii – pochodzący z XIX wieku cmentarz dla mieszkańców Góry Kalwarii i okolic wyznania ewangelickiego. Położony jest w zachodniej części miasta przy ulicy Rybie. Po drugiej wojnie światowej zdewastowany i pozbawiony opieki Kościoła. Najstarszy nagrobek pochodzi z końca lat 70.
Cmentarz ogrodzony jest otynkowanym murem o wysokości 1,2 m i posiada bramę, na której napisany jest rok ogrodzenia cmentarza. Dojście do cmentarza jest utrudnione, ze względu na to, że jest on cały zarośnięty roślinnością, a z ulicy jest prawie niewidoczny.